# Philcoxia goiasensis
Philcoxia goiasensis là một loài thực vật có hoa trong họ Huyền sâm. Loài này được P.Taylor mô tả khoa học đầu tiên năm 2000.